# انتظار سرخ
انتظار سرخ یک مجموعه تلویزیونی محصول سال ۱۳۷۷ به کارگردانی محمد درمنش، نویسندگی  و تهیه‌کنندگی علی حجازی مهر  می‌باشد که از شبکه یک پخش شد.

## بازیگران
- جهانگیر الماسی
- شراره یوسفی‌نیا
- محمد حاتمی
- عطاالله سلمانیان
- جواد هاشمی
- بهناز توکلی
- پوریا باقرپور
- رحمت‌الله یخچالیان
- ناصر فروغ
- سیدجلال طباطبایی
- مهدی فقیه
- سامان بهروزیان
- بابک والی
- صادق توکلی
- عزت‌الله جامعی
- افشین نخعی
- رضا الماسی
- احمد عباسقلی
- عاطفه حیدرزاده
- علیرضا علیا
- زهره رستگار
- امید مقدم
- داود لفافیان

بازیگران خردسال
- عباس غزالی
- کسری قانع